# Domenico Induno

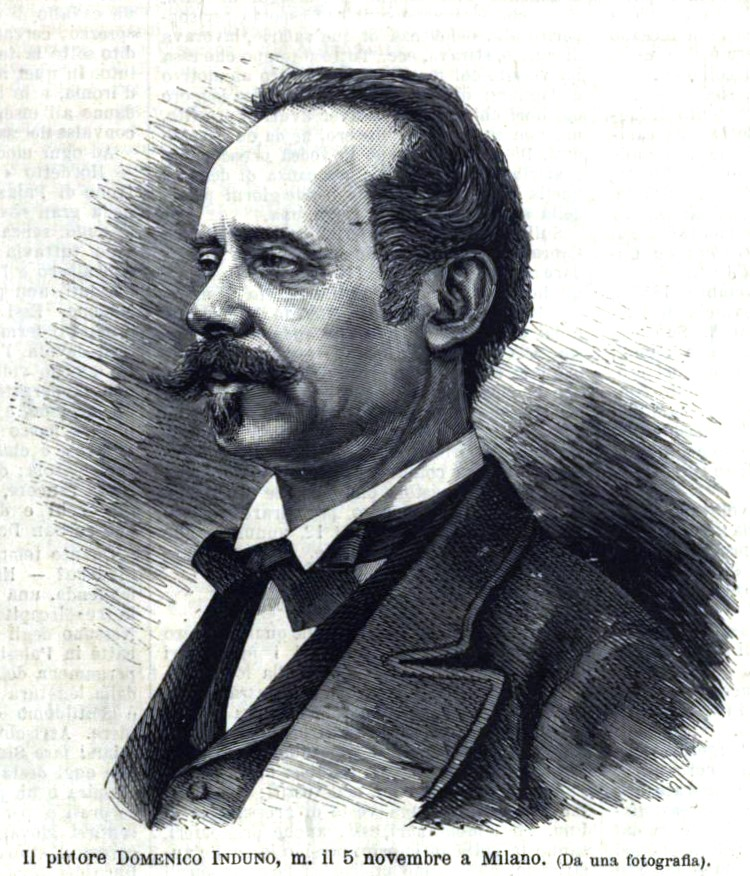
Domenico Induno

Domenico Induno (* 14. Mai 1815 in Mailand; † 5. November 1878 ebenda) war ein italienischer Maler des Risorgimento und ein Wegbereiter der realistisch-naturalistischen Genremalerei in Italien, fertigte aber auch Historiengemälde und Porträts. Er ist der ältere Bruder des Malers Girolamo Induno, mit dem er gelegentlich verwechselt wird.

## Leben
Domenico Induno verbrachte Kindheit und Jugend in seiner Geburtsstadt Mailand, das bis 1859 zum habsburgerischen Königreich Lombardo-Venetien gehörte. Sein Vater war Küchenmeister der Hofküche. Mit 16 Jahren schrieb sich Induno an der Accademia di Belle Arti di Brera ein, wo er unter anderem bei Pompeo Marchesi und Francesco Hayez studierte. 1937 stellte er an der Akademie erstmals ein Gemälde aus; das betreffende Historienbild Brutus schwört Rache für Lucretias Tod ist heute aber verschollen. 1839 folgten die beiden Gemälde Der Heilige Martin teilt seinen Mantel mit einem Bettler und Der kranke Alexander. Letzteres wurde mit einem ersten Preis ausgezeichnet. Daraufhin bestellte der österreichische Kaiser Ferdinand I. bei Induno das Bild Samuel salbt den vor ihm knienden David auf dem Felde und übernahm es 1840 in die Kaiserliche Gemäldegalerie in Wien. Ebenfalls sehr erfolgreich war Indunos Gemälde Eine Episode der Sinflut (ausgestellt 1845), das wohl von Karl Pawlowitsch Brjullows Der letzte Tag von Pompeji inspiriert war und später von Agostino Caironi nachgeahmt wurde.

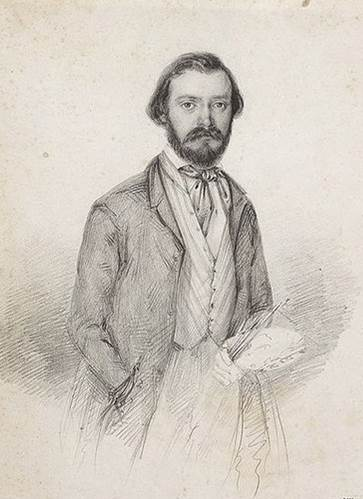
Selbstporträt, 5. Juli 1846, Bleistift auf Papier

Nach seinem Abschluss wandte sich Induno zunehmend von der stark akademisch geprägten Historienmalerei ab und widmete sich stattdessen der Genremalerei. Frühe Beispiele dafür sind die 1846 entstanden Gemälde Eingeschlafener Vogelfänger und Die Marketenderin.

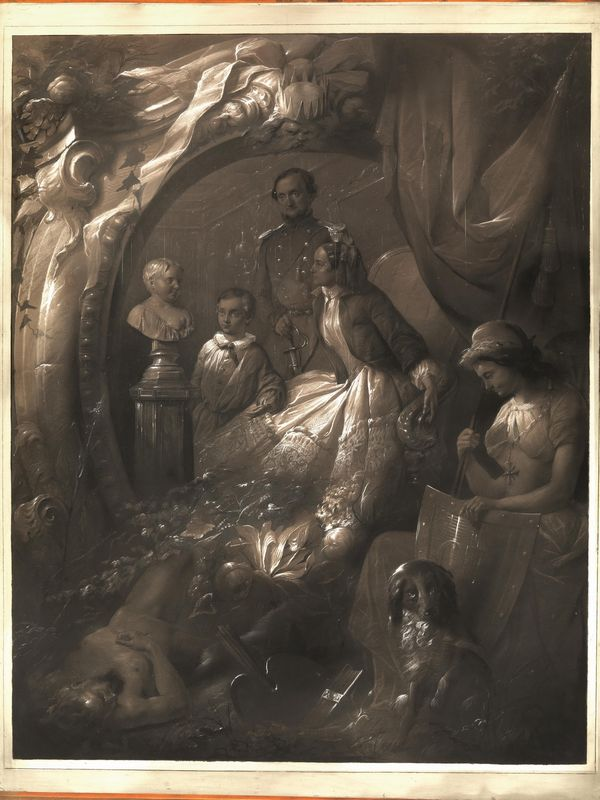
Indunos Porträt der Familie Bernasconi entstand während seines Schweizer Aufenthalts 1848

Im März 1848 beteiligten sich er und sein Bruder Girolamo Induno am Fünf-Tage-Aufstand gegen die österreichische Herrschaft und mussten nach dessen Scheitern in die Schweiz fliehen. Sie hielten sich mehrere Monate in Astano im Kanton Tessin auf und begaben sich dann nach Florenz. Ende 1849 konnte Induno wieder nach Mailand zurückkehren und stellte auch wieder an der Brera aus. In diesen wechselvollen Jahren porträtierte er zwei zentrale Dichter des Risorgimento, Goffredo Mameli, den Verfasser der italienischen Nationalhymne, und Aleardo Aleardi. 1854 wurde er Mitglied der Akademie. Sein Gemälde Brot und Tränen wurde 1855 erfolgreich an der Weltausstellung in Paris präsentiert.
Den sardisch-französischen Sieg über Österreich 1859 feierte Induno mit dem Gemälde Mailand bei der Nachricht vom Vorfrieden von Villafranca, das er 1860 begann und von dem er eine erste Version 1861 in der Brera ausstellte. König Viktor Emanuel II. war derart angetan, dass er es kaufte und Induno für seine vaterländischen Verdienste den Ritterorden des Ordens der Heiligen Mauritius und Lazarus verlieh. Eine weitere Version befindet sich heute im Mailänder Museo del Risorgimento, wo aber, wie Damian Dombrowski kritisierte, „eine Würdigung der künstlerischen Gestaltung unterbleibt, die Ikonographie zieht alle Aufmerksamkeit auf sich“. Es werde so getan, „als enthalte [das Gemälde] eine getreue Berichterstattung über die Reaktion der Mailänder Bevölkerung auf den Frieden von Villafranca“. Tatsächlich schuf Induno damit ein eigenwilliges „zeitgenössisches historisches Genre“, das zwar als „adäquate Vergegenwärtigung der aktuellen Ereignisse“ rezipiert wurde, die Grenze zwischen Historie und Genrehaftem bzw. Anekdotischem aber bewusst verwischte.
In seinen als Sittengemälde konzipierten Bildern dieser Jahre wiederum brachte Induno oft seinen Patriotismus zum Ausdruck und nahm Bezug auf die Geschichte. So malte er zwei Frauenfiguren, die in einer quasireligiösen Andacht in das Bild Giuseppe Garibaldis versunken sind. Auch im Gemälde Drei Frauen lesen einen Brief von 1861 sieht man im Hintergrund ein Porträt Garibaldis hängen. Das etwas später entstandene Bild Die gewonnene Wette ist eine Metapher auf den Triumph des Risorgimento; eine Frau steht nach der mühevollen Erklimmung eines Berges über einem Felsvorsprung und schwenkt zum Zeichen ihres Sieges ein Taschentuch. Ein Lichtstrahl segnet ihr Unternehmen.

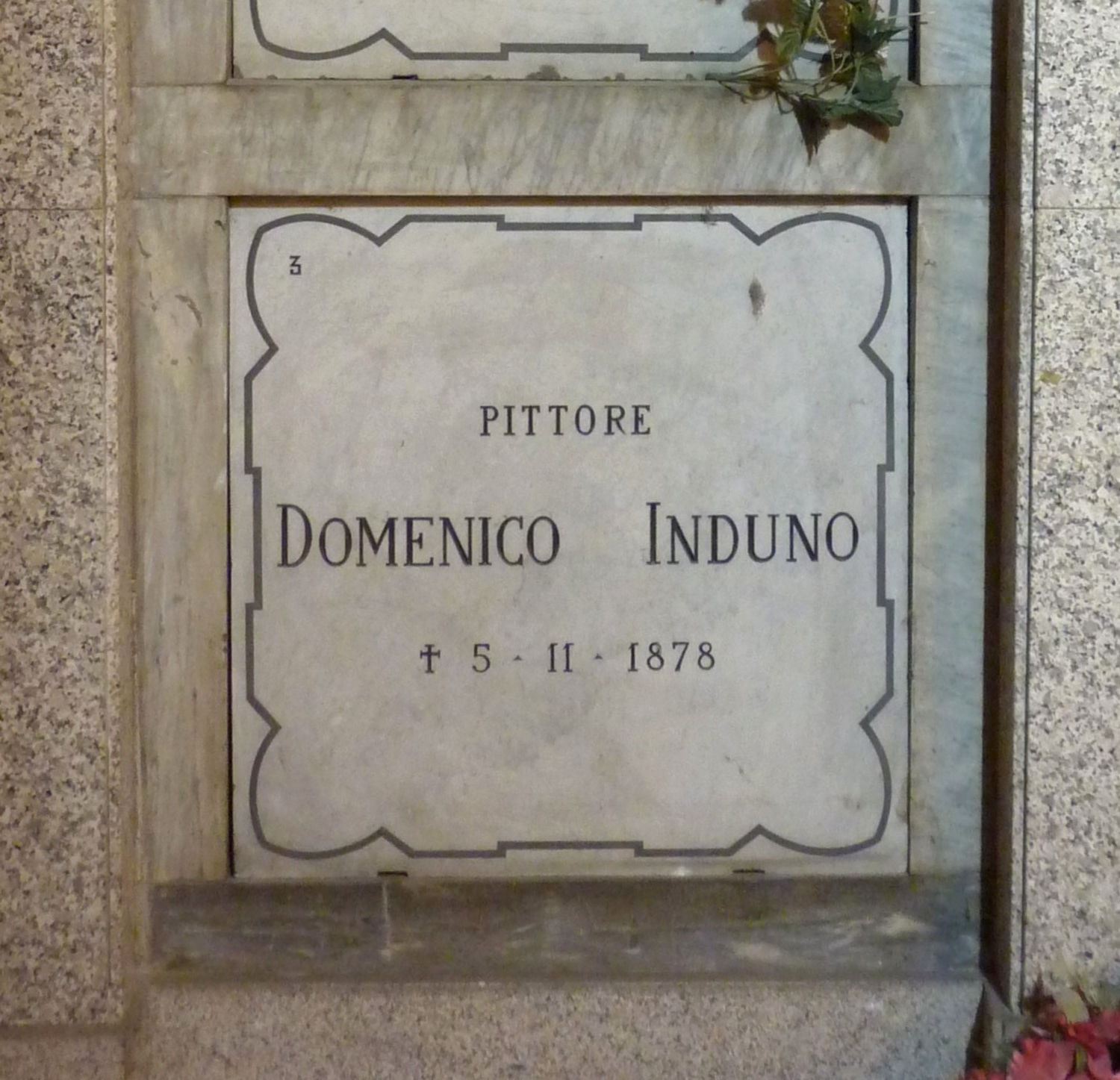
Grabplatte auf dem Cimitero Monumentale

1867 malte Induno ein letztes monumentales Historienbild, die Grundsteinlegung für die Galleria Vittorio Emanuele II, ansonsten produzierte er vor allem kleinformatigere Sittengemälde. In seinen letzten Jahren litt er an einem sich immer mehr verschärfenden Augenleiden, seine Bilder wurden melancholischer. Noch kurz vor seinem Tod nahm er an der Weltausstellung in Paris 1878 teil. Am 5. November 1878 starb Induno mit 63 Jahren in Mailand. Er wurde auf dem Cimitero Monumentale in Mailand beigesetzt.

## Rezeption
Eine kunsthistorische Einordnung von Indunos Werk gestaltet sich nicht einfach. Sein Frühwerk aus den 1840er Jahren ist in Themenwahl und Komposition noch stark klassizistisch geprägt. In seinen Genrebildern ab den 1850er Jahren verband er dann „romantische Gedanken mit einem detaillierten Naturalismus“ und stand somit dem Verismus nahe. Verschiedentlich wurde ein starker Einfluss der deutsch-österreichischen Kultur in Norditalien, zum Beispiel von Léopold Robert, insinuiert. Fortunato Bellozini nannte Indunos Stil „veristischen und patriotischen Anekdotismus voll Innerlichkeit“ (aneddotismo veristico, intimista e patriottico).
Der Zeitgenosse Constantin von Wurzbach bewertete Induno 1863 als talentierten Kleinmeister, der in einer Zeit wirkte, in der die italienische Malerei kaum mehr Bedeutsames hervorbrachte.

„Die Kunstkritik bezeichnet Domenico Induno für kein großes, aber sehr gefälliges Talent, das in einer Zeit, in welcher die Kunst eines großen Theiles der italienischen Maler fast zur Schildermalerei herabgesunken, beachtenswerthes leistet. Induno versteht es, besonders mit seinen kleinen, dem häuslichen Leben oder der menschlichen Natur in ihren naivsten Kundgebungen entnommenen Scenen die tiefsten Seiten des menschlichen Herzens anzuschlagen.“

Die meisten von Indunos Gemälden sind in Privatbesitz. Die umfangreichsten öffentlich zugänglichen Sammlungen mit seinen Werken befinden sich allesamt in Mailand (Galleria d’Arte Moderna, Museo del Risorgimento, Gallerie di Piazza Scala, Pinacoteca di Brera). Weitere Bilder sind unter anderem im Palazzo Pitti in Florenz (Der Wucherer), in der Galleria Nazionale d’Arte Moderna in Rom (Näherinnen), der Galleria d’arte moderna Achille Forti in Verona (Mädchen in der Bibliothek, Die gewonnene Wette), der Galleria d’Arte Moderna in Genua (Ein Mädchen berechnet die Kosten des Einkaufs) und im Museo Nacional de Bellas Artes in Buenos Aires (Das Modell) ausgestellt.

## Gemälde (Auswahl)
| Bild | Titel | Jahr      | Größe / Material              | Ausstellung / Sammlung / Besitzer                                           |
| ---- | --- | --------- | ----------------------------- | --------------------------------------------------------------------------- |
|      | Eine Episode der Sintflut                                                                                        | 1844/45   |                               | Patrimonio Culturale Banco BPM, Mailand                                     |
|      | Die Marketenderin                                                                                                | 1846      | 118 × 94 cm, Öl auf Leinwand  | Galleria d’Arte Moderna, Mailand                                            |
|      | Porträt | 1846      | 91 × 76 cm, Öl auf Leinwand   | unbekannt                                                                   |
|      | Goffredo Mameli                                                                                                  | 1849      | 42 × 34 cm, Öl auf Leinwand   | Museo del Risorgimento, Genua                                               |
|      | Der Rosenkranz                                                                                                   | 1850      | 84 × 70 cm, Öl auf Leinwand   | Galleria d’Arte Moderna, Mailand                                            |
|      | Aleardo Aleardi                                                                                                  | 1850      | 178 × 133 cm, Öl auf Leinwand | Privatsammlung                                                              |
|      | Alter Jäger | 1850      | 33 × 21 cm, Öl auf Leinwand   | Gallerie di Piazza Scala, Mailand                                           |
|      | Huldigung an die Muttergottes                                                                                    | 1851      | 32 × 23 cm, Öl auf Holz       | Gallerie di Piazza Scala, Mailand                                           |
|      | Der Dorfbrand (Flüchtlinge aus einem abgebrannten Dorf)                                                          | 1851      | 125 × 174 cm, Öl auf Leinwand | Galleria d’Arte Moderna, Mailand                                            |
|      | Die Marketenderin                                                                                                | 1852      | 73 × 58 cm, Öl auf Leinwand   | Privatsammlung                                                              |
|      | Der Wucherer | 1853      | 81 × 55 cm, Öl auf Leinwand   | Palazzo Pitti, Florenz                                                      |
|      | Porträt eines Edelmanns                                                                                          | 1853      | 57 × 44 cm, Öl auf Leinwand   | Privatsammlung                                                              |
|      | Die Rückkehr des verwundeten Soldaten                                                                            | 1854      | 42 × 53 cm, Öl auf Leinwand   | Gallerie di Piazza Scala, Mailand                                           |
|      | Der Jäger | 1854      | 44 × 59 cm, Öl auf Leinwand   | Pinacoteca di Brera, Mailand                                                |
|      | Brot und Tränen                                                                                                  | 1855      | 55 × 68 cm, Öl auf Leinwand   | Privatsammlung                                                              |
|      | Kleine Fischer                                                                                                   | 1855      | 94 × 116 cm, Öl auf Leinwand  | Privatsammlung                                                              |
|      | Mein Modell | 1856      | 99 × 79 cm, Öl auf Leinwand   | Privatsammlung                                                              |
|      | Der Bote | 1857      | 78 × 63 cm, Öl auf Leinwand   | Privatsammlung                                                              |
|      | Nähendes Mädchen                                                                                                 | 1860er    | 82 × 62 cm, Öl auf Leinwand   | Gallerie di Piazza Scala, Mailand                                           |
|      | Näherinnen | 1860–1865 | 39 × 51 cm, Öl auf Leinwand   | Galleria Nazionale d’Arte Moderna, Rom                                      |
|      | Mädchen in der Bibliothek                                                                                        | 1860–1865 |                               | Galleria d’arte moderna Achille Forti, Verona                               |
|      | Drei Frauen lesen einen Brief (Die Nachricht)                                                                    | 1861      | 28 × 34 cm, Öl auf Leinwand   | Privatsammlung                                                              |
|      | Mailand bei der Nachricht vom Vorfrieden von Villafranca                                                         | 1861–1862 | 90 × 115 cm, Öl auf Leinwand  | Museo del Risorgimento, Mailand                                             |
|      | Ein Mädchen berechnet die Kosten des Einkaufs                                                                    | 1862      | 83 × 69 cm, Öl auf Leinwand   | Galleria d’Arte Moderna, Genua                                              |
|      | Denken an Garibaldi                                                                                              | 1862      | 50 × 41 cm, Öl auf Leinwand   | Privatsammlung                                                              |
|      | Das alte Mailand: Die Auslage des Antiquitätenhändlers                                                           | 1862      | 40 × 32 cm, Öl auf Leinwand   | Privatsammlung                                                              |
|      | Mutterschaft | 1862–1863 | 90 × 70 cm, Öl auf Leinwand   | Privatsammlung                                                              |
|      | Denken an Garibaldi                                                                                              | 1863      | 75 × 61 cm, Öl auf Leinwand   | Privatsammlung                                                              |
|      | Besuch bei der Amme                                                                                              | 1863      | 37 × 47 cm, Öl auf Leinwand   | Gallerie di Piazza Scala, Mailand                                           |
|      | Die Malerin | 1864–1870 | 58 × 45 cm, Öl auf Leinwand   | Privatsammlung                                                              |
|      | Andacht | 1865      | 57 × 43 cm, Öl auf Leinwand   | Privatsammlung                                                              |
|      | Schneiderinnenschule                                                                                             | 1865      | 100 × 149 cm, Öl auf Leinwand | Galleria d’Arte Moderna, Mailand                                            |
|      | Frau aus dem Volk am Spiegel                                                                                     | 1865      | 33 × 25 cm, Öl auf Karton     | Privatsammlung                                                              |
|      | Die gewonnene Wette                                                                                              | 1865–1870 | 78 × 60 cm, Öl auf Leinwand   | Galleria d’Arte Moderna Achille Forti, Verona                               |
|      | Grundsteinlegung für die Galleria Vittorio Emanuele II in Mailand durch König Viktor Emanuel II. am 7. März 1865 | 1867      | 152 × 96 cm, Öl auf Leinwand  | Palazzo Morando, Mailand                                                    |
|      | Der Brief | 1869      | 65 × 50 cm, Öl auf Leinwand   | Privatsammlung                                                              |
|      | Der nomadische Künstler (Almosen)                                                                                | 1870–1872 | 57 × 44 cm, Öl auf Leinwand   | Gallerie di Piazza Scala, Mailand                                           |
|      | Das Modell | 1872      | 56 × 65 cm, Öl auf Leinwand   | Museo Nacional de Bellas Artes, Buenos Aires                                |
|      | Monte di pietà in Mailand                                                                                        | 1872      | 89 × 69 cm, Öl auf Leinwand   | unbekannt                                                                   |
|      | Bäuerin | 1874      | 51 × 38 cm, Öl auf Leinwand   | Privatsammlung                                                              |
|      | Kleines Mädchen im Garten                                                                                        | 1874      | 35 × 29 cm, Öl auf Holz       | Museo nazionale della scienza e della tecnologia Leonardo da Vinci, Mailand |
|      | Besuch bei der Wöchnerin                                                                                         | 1875      | 67 × 82 cm, Öl auf Leinwand   | Gallerie die Piazza Scala, Mailand                                          |
|      | Erinnerungen | unbekannt | 53 × 40 cm, Öl auf Leinwand   | Privatsammlung                                                              |